# Нантский торт
Нантский торт (фр. Gâteau nantais, также Нантское пирожное) — торт, происходящий из французского города Нант.

## Описание
«Гато Нанте́» — это мягкий круглый кекс, приготовленный из муки, сахара, солёного масла, яиц и миндальной муки, затем пропитанный пуншем из рома и лимона, иногда с абрикосовым желе в центре. Верхняя часть торта или пирожного круглой формы покрыта белой глазурью, разбавленной ромом; если десерт подается детям, её можно заменить лимонной водой или флёрдоранжевой. Рекомендуется выпекать торт за день до подачи. Нантский торт очень хорошо хранится. Сообщается, что более ранняя версия рецепта без яиц хранилась от трёх до четырёх недель. В современном рецепте глазурь белого цвета, тогда как в более ранних версиях она была янтарного цвета.
Поваренная книга 1890-х годов рекомендовала добавлять в тесто для торта цедру лимона. Тесто было достаточно твёрдым, чтобы его можно было раскатать скалкой и разрезать на кружочки с помощью формочки для теста. В этой версии перед приготовлением в качестве начинки использовались миндальная мука и сахар, а ром не требовался.

## История

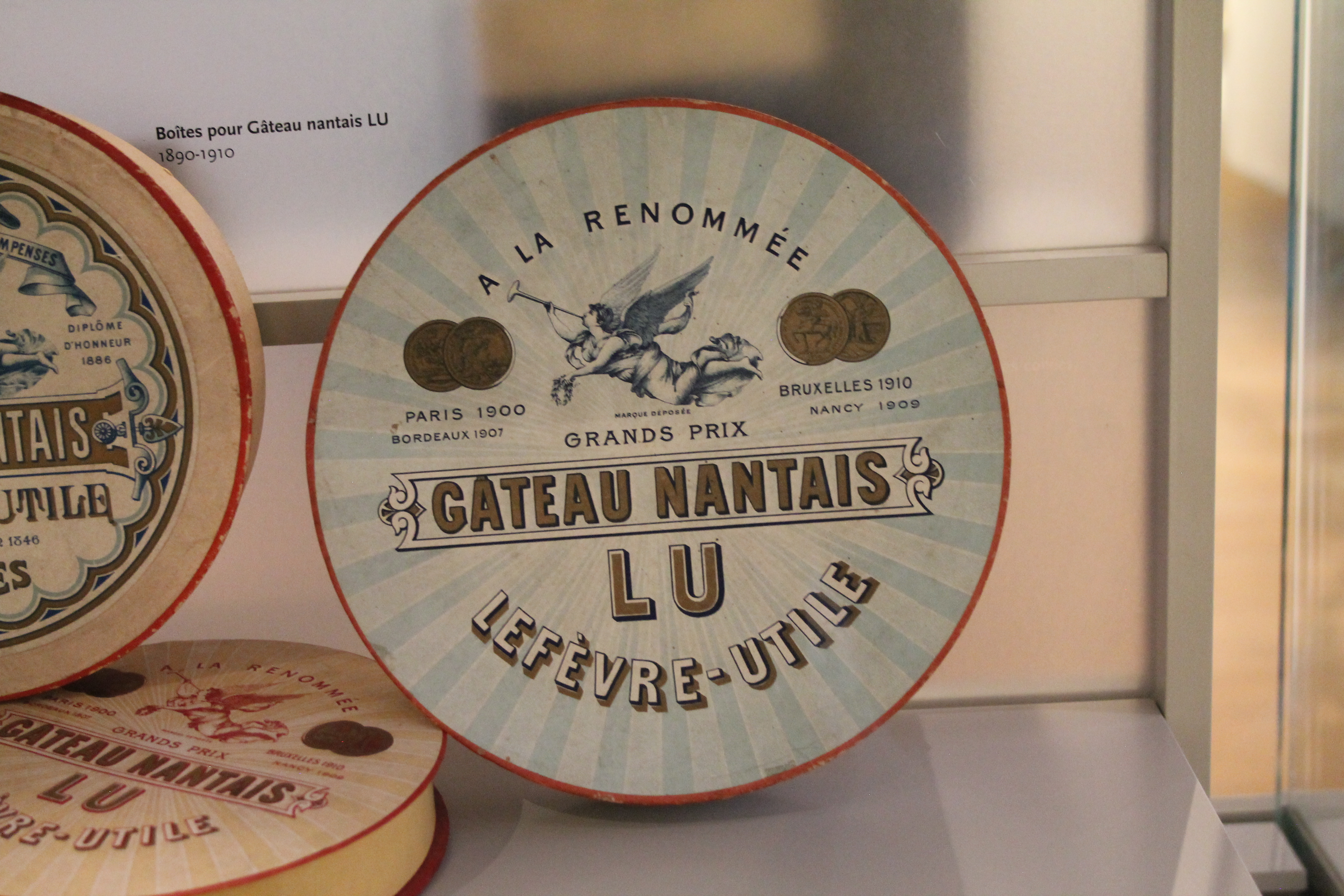
Коробка с гато Нанте в Историческом музее Нанта

В XVIII веке порт Нант обогатился за счёт треугольной торговли, и в нём было много товаров из карибских колоний, таких как тростниковый сахар, тёмный ром и ваниль; ингредиенты, которые позже использовались в составе Нантского торта. Из-за этого его иногда называют «тортом путешественника».
Торт считается региональным деликатесом Нанта. Историк и писатель Поль Юдель (Paul Eudel) утверждал, что оно было создано в 1820 году Роло, мастером-пекарем из Нанта, на улице Сен-Клеман (нынешняя улица Марешаль-Жоффр). Этот «элитный» десерт хозяйки когда-то подавали своим гостям. Он был несколько забыт, пока его не возродила бисквитная фабрика Lefèvre-Utile (LU) с 1910 по 1972 год. В конце 1990-х годов LU передала свой рецепт Жильберу Деботте, который руководил кондитерской Debotté.
В XX веке торт снова стал популярным, кондитеры и повара в Нанте готовили его в классической версии или вдохновлялись созданием вариантов, включающих дополнительные ингредиенты.